# 野崎廣太
野崎 廣太（のざき こうた/ひろた、1859年6月19日（安政6年5月19日） - 1941年（昭和16年）12月2日）は、日本の実業家。岡山市北区平野出身。幼名・兵三。諱・通礼。筆名・汲古庵主。号・幻庵（げんあん）。

## 来歴・人物
茶道への造詣が深く、1906年から1927年まで茶会の記事を新聞に書き続け、『茶会漫録』12冊を発刊。茶道に影響を与えた。近代小田原三茶人の1人。

## 略歴
- 1859年　備中国賀陽郡平野村（現・岡山市北区平野）で、庭瀬藩士野崎通種・麻佐の長男に生まれる。
- 1882年　父が死去。上京し、「中外物価新報」（現・日本経済新聞）の編集にかかわる。
- 1883年　慶應義塾大学入学、福澤諭吉の門下生となる。
- 1891年　濃尾地震発生。中外物価新報特派員として地震の経済的影響について連載し、注目を集める。
- 1898年　中外物価新報主幹兼社長に就任。
- 1905年　経営難から中外物価新報を解散、個人事業として経営を継承。多彩な紙面展開で経営を建て直しに成功。
- 1911年　中外物価新報が中外商業新報社に改組、取締役社長となる。
- 1915年　中外商業新報社長を辞し、三越呉服店（現・三越）社長となる。（～1918年）
- 以降、三越・瀬戸鉱山各取締役、鐘淵紡績監査役など歴任。
- 1941年　小田原の別荘で死去。享年83。墓所は多磨霊園[1]。